# Horní Žďár (Ostrov)
Horní Žďár (dříve Horní Brand, německy Ober Brand) je část města Ostrov v okrese Karlovy Vary v Karlovarském kraji. Nachází se na severu Ostrova. Prochází zde silnice I/25. Horní Žďár leží v katastrálním území Horní Žďár u Ostrova o rozloze 4,26 km².

## Historie
První písemná zmínka o vesnici pochází ze 13. století.

## Obyvatelstvo
Při sčítání lidu v roce 1921 zde žilo 350 obyvatel (z toho 158 mužů), z nichž byli čtyři Čechoslováci, 345 Němců a jeden cizinec. Kromě čtyř evangelíků se hlásili k římskokatolické církvi. Podle sčítání lidu z roku 1930 měla vesnice 436 obyvatel: osm Čechoslováků, 427 Němců a jednoho cizince. Až na šest evangelíků a jednoho člověka bez vyznání byli římskými katolíky.

## Obecní správa
Při sčítání lidu v letech 1869–1930 Horní Žďár byl samostatnou obcí v okrese Jáchymov. V roce 1950 byl částí obce Dolní Žďár v okrese Karlovy Vary-okolí. Od roku 1960 je částí města Ostrov v okrese Karlovy Vary.

## Pamětihodnosti
- Lípa v Horním Žďáru – památný strom, roste u včelína nad Arnoldovskou cestou[9]

## Galerie

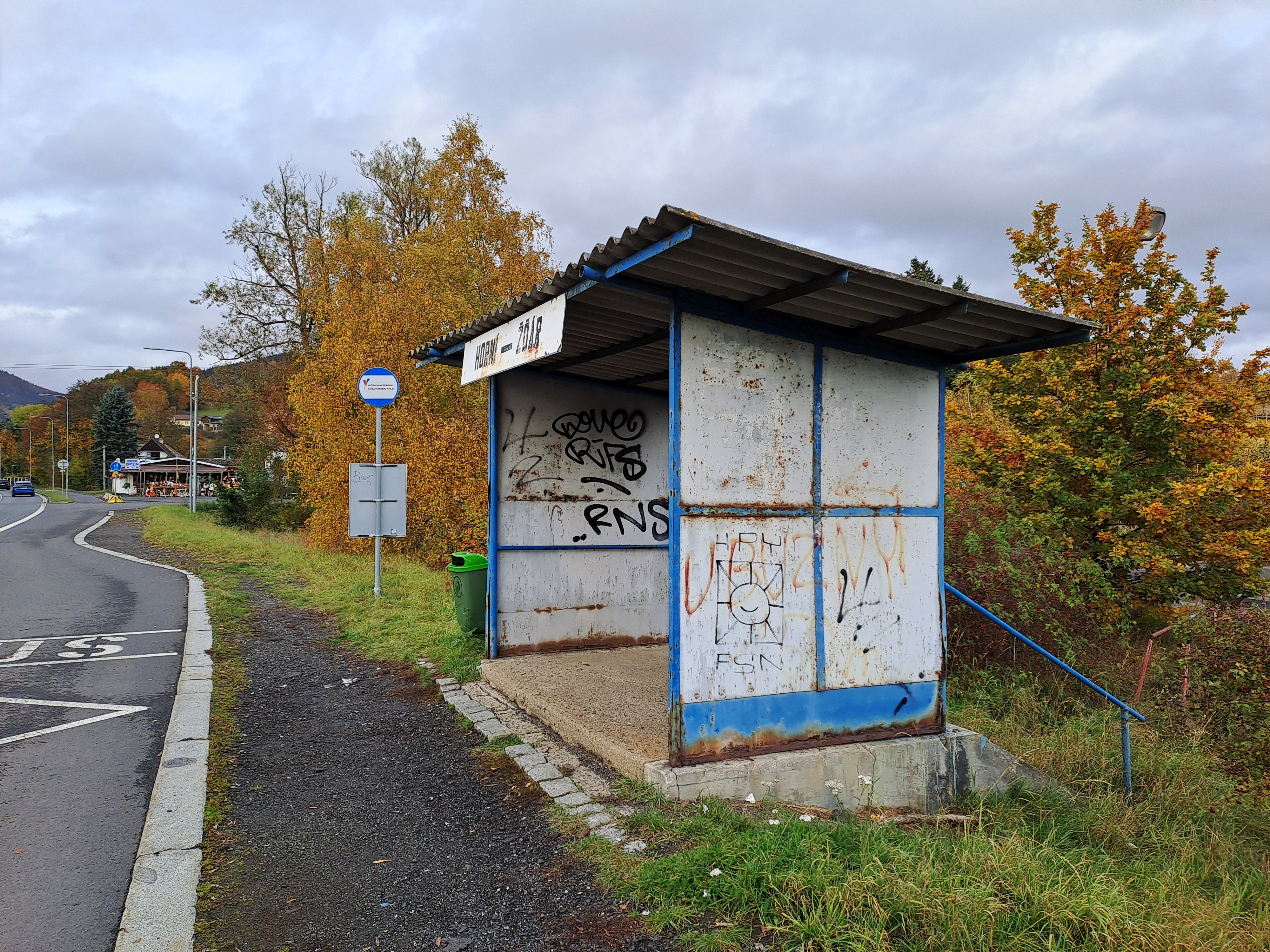
Autobusová zastávka u bývalé Škody Ostrov
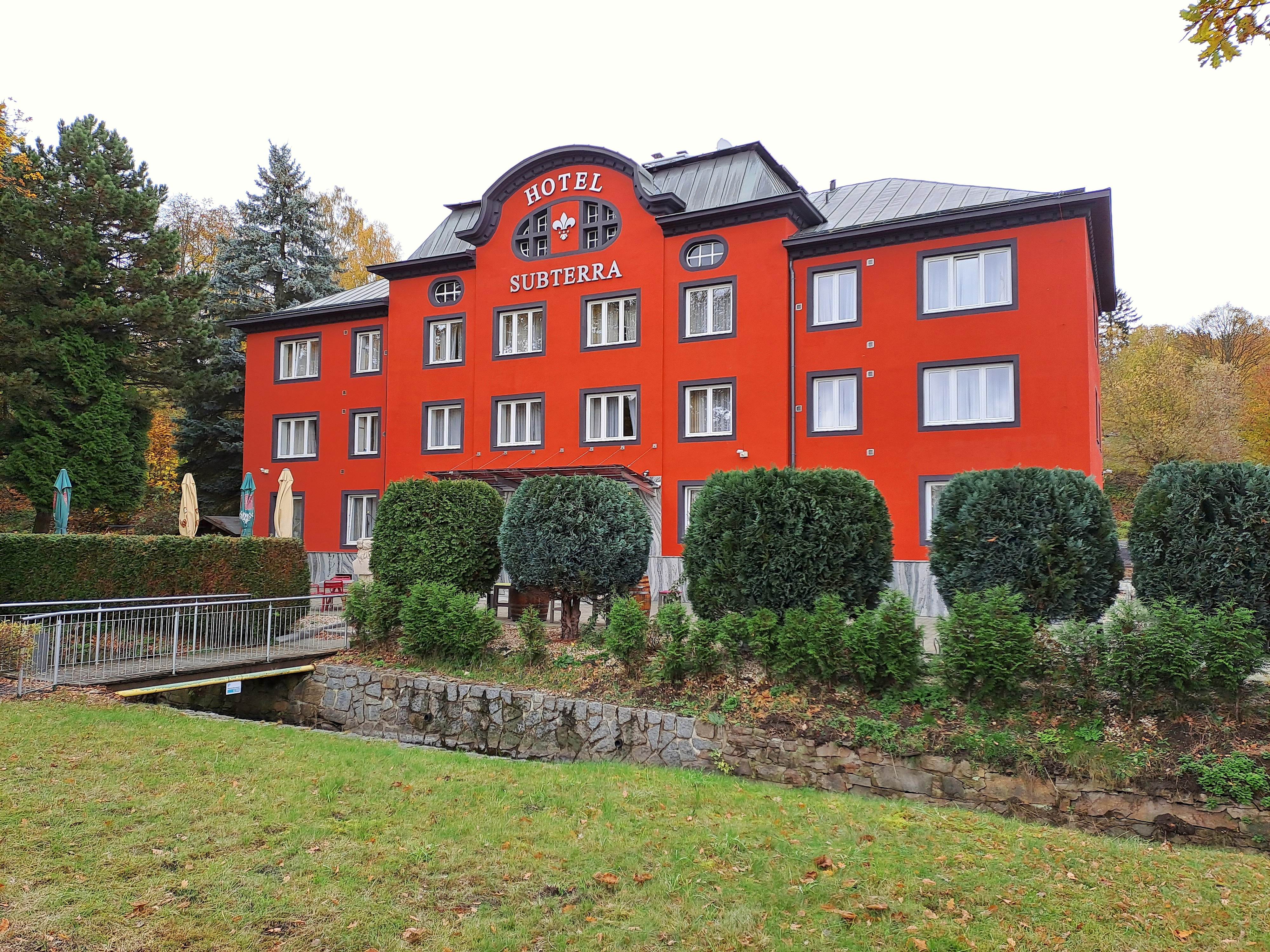
Hotel Subterra
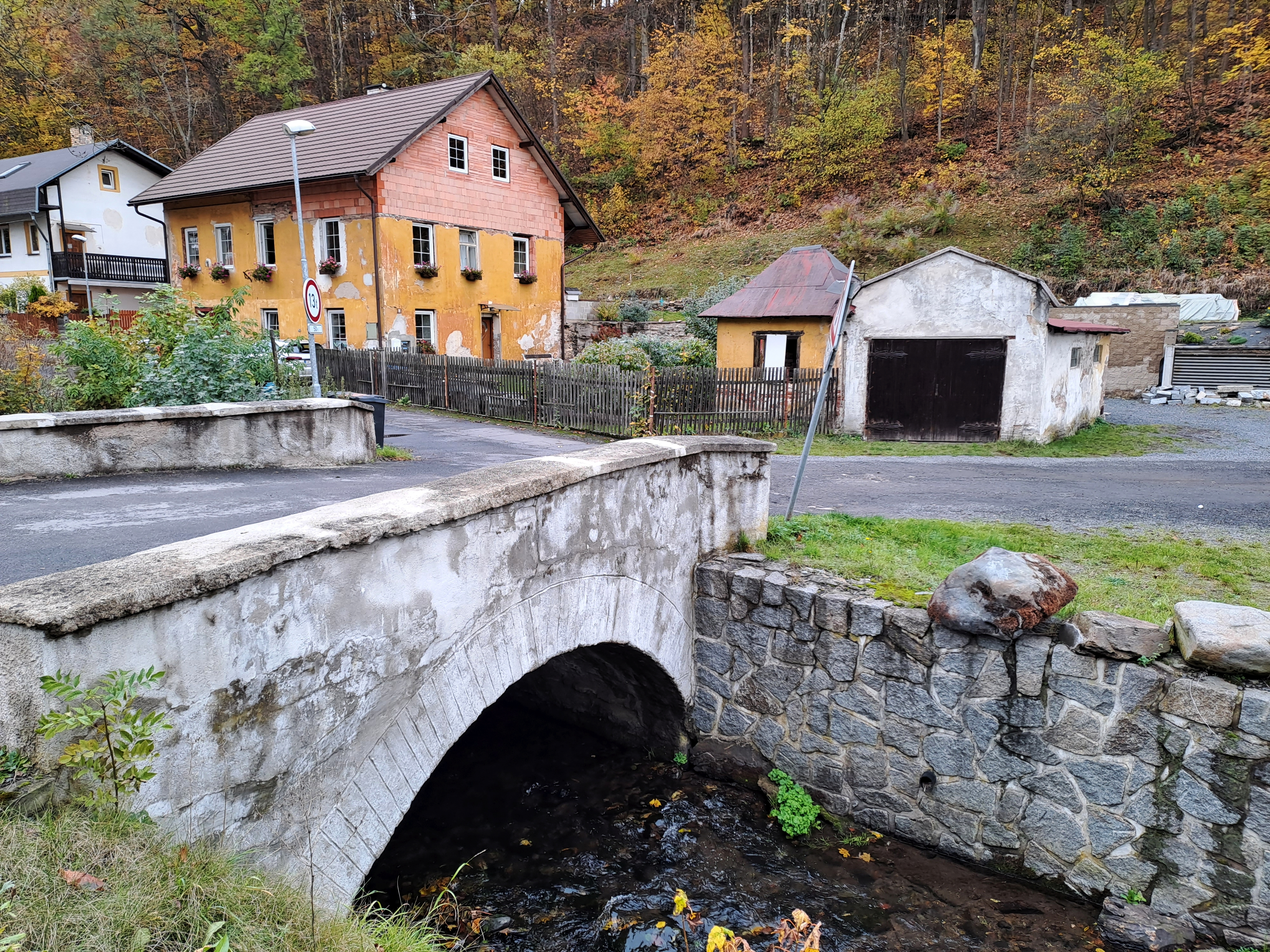
Jáchymovský potok
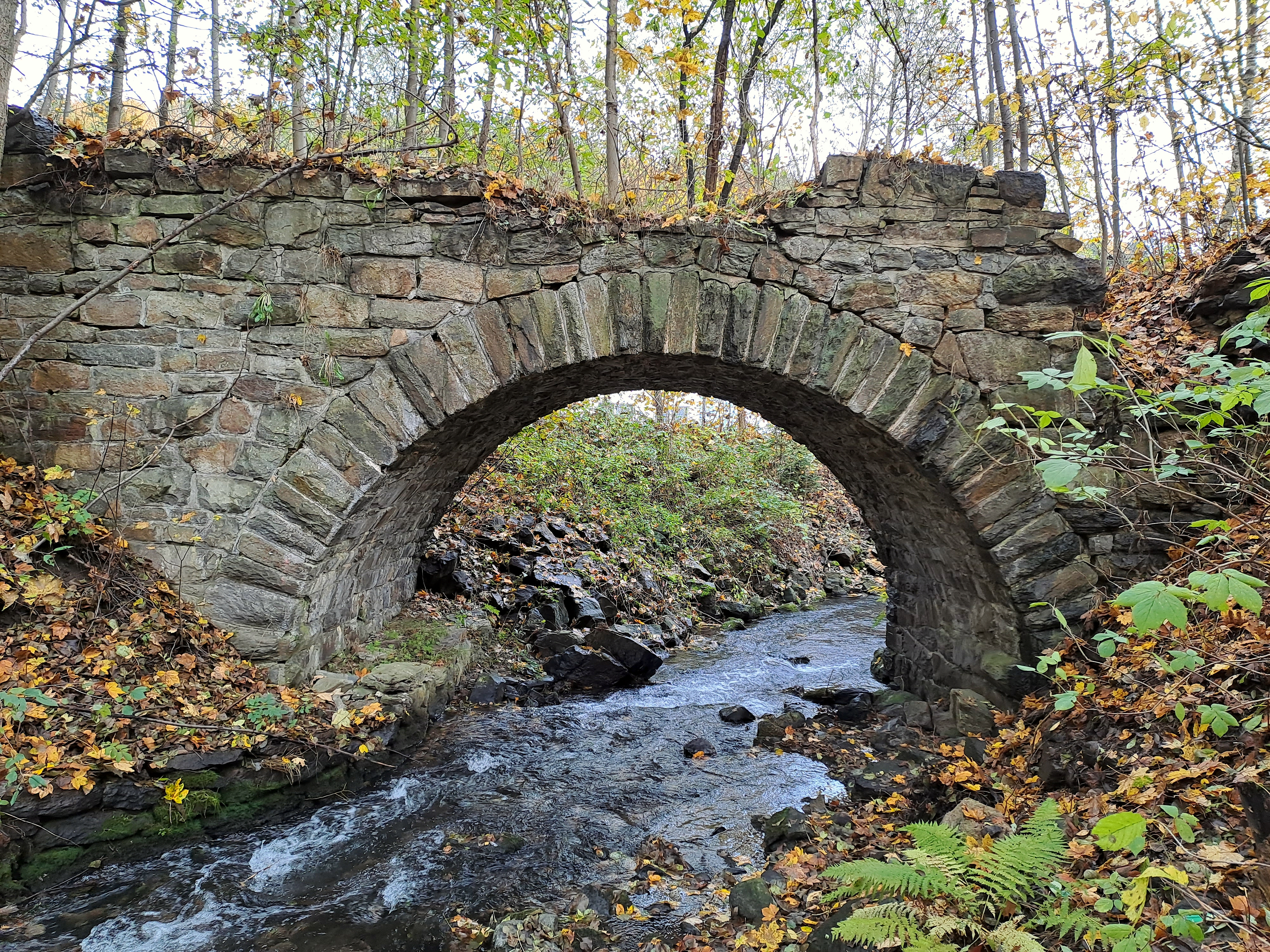
Most bývalé trati Ostrov nad Ohří – Jáchymov
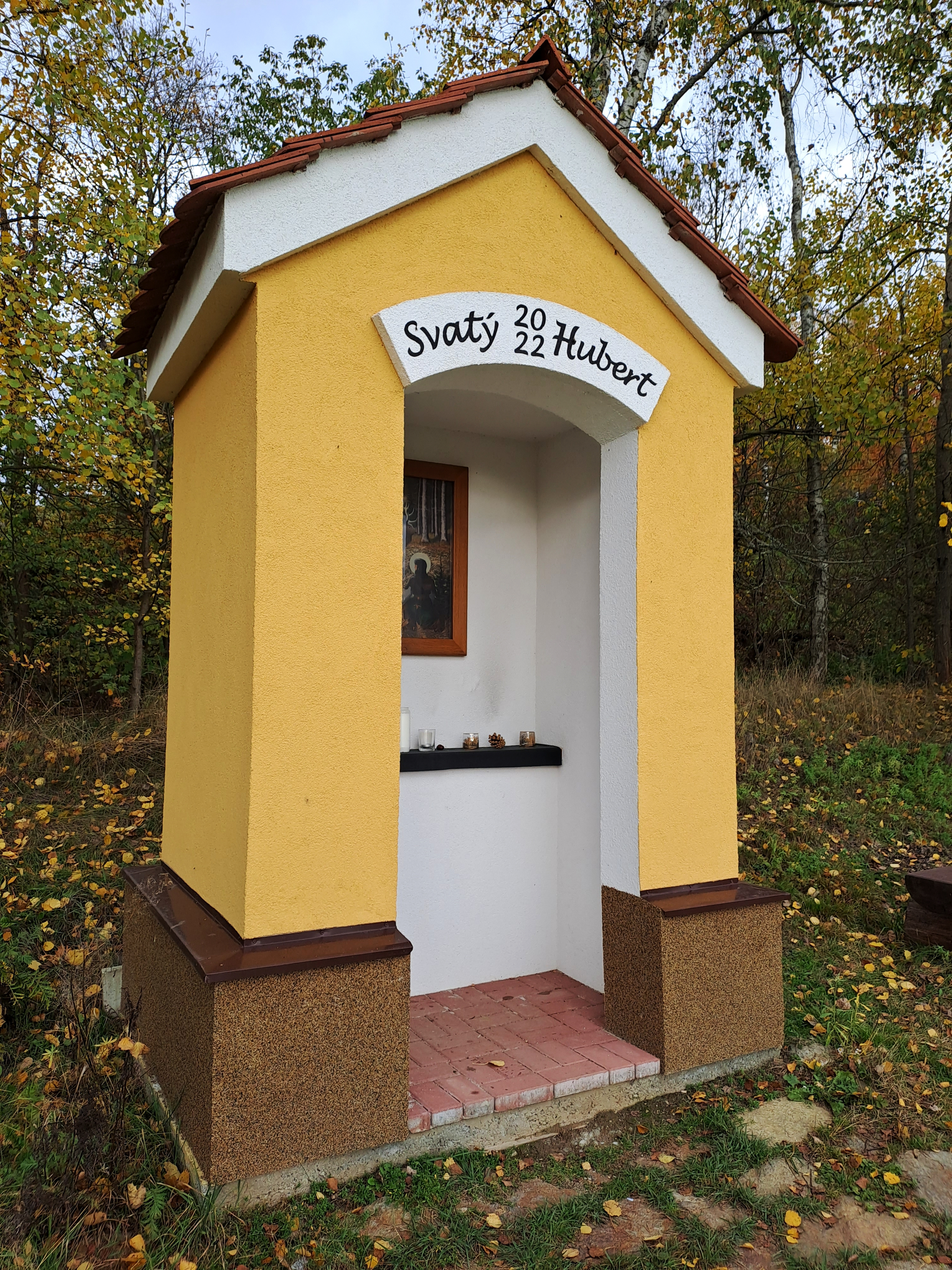
Kaplička sv. Huberta
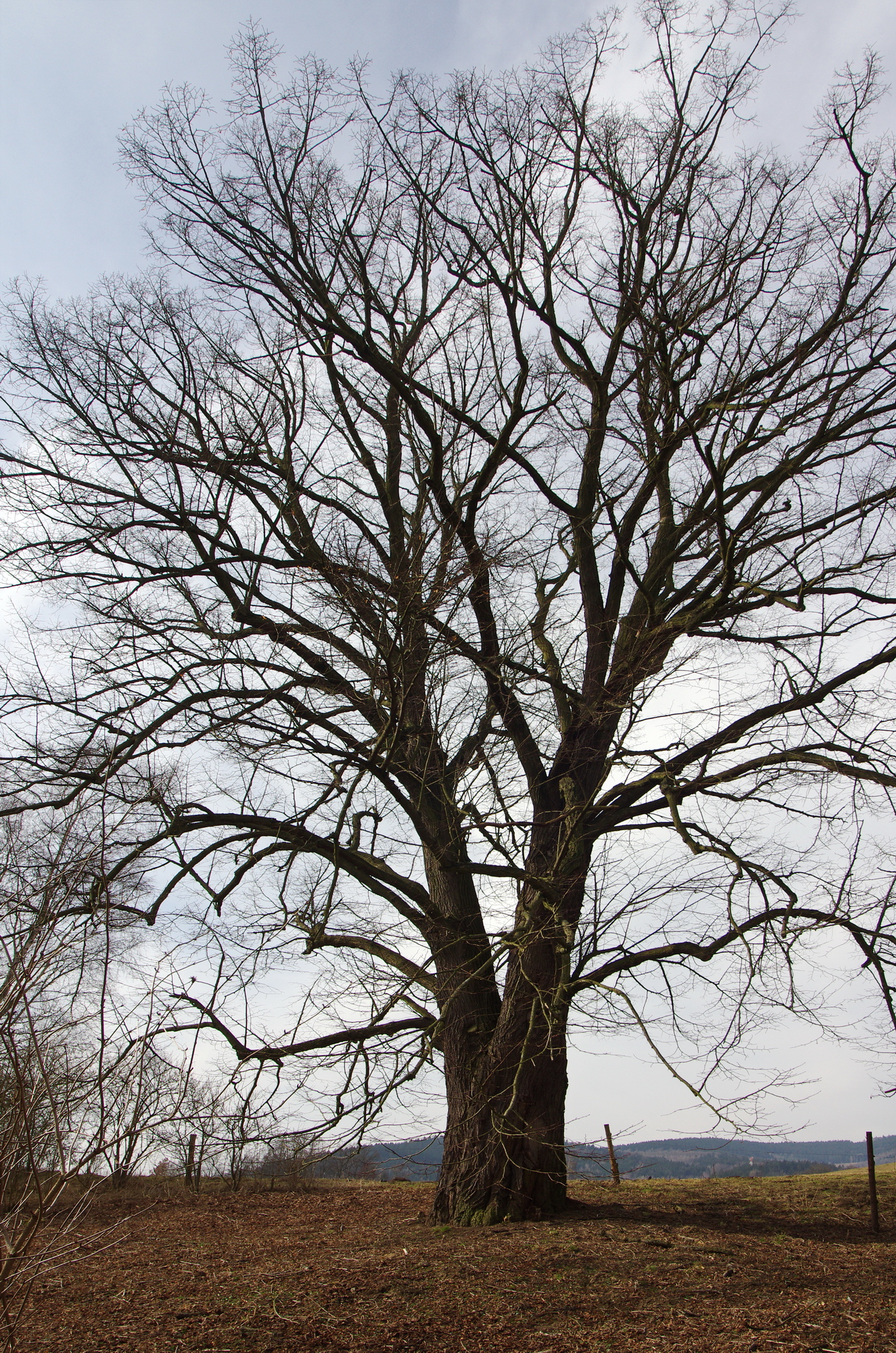
Lípa v Horním Žďáru